# Chemnitz Mitte
Chemnitz Mitte – przystanek kolejowy w Chemnitz, w kraju związkowym Saksonia, w Niemczech. Przystanek posiada 1 peron.